# Mount Torrens
Mount Torrens – miasto w Australii, w stanie Australia Południowa.